# Calle de los Madrazo
La calle de los Madrazo, antiguamente calle de la Greda, es una calle del distrito Centro de Madrid. Comienza en la calle de Cedaceros y termina en el paseo del Prado, y en su recorrido se cruza con las calles de Jovellanos, Marqués de Casa Riera y Marqués de Cubas (estas dos últimas conectadas con la calle de Alcalá).

## Descripción
Tuvo en su origen el nombre de calle de la Greda (arcilla arenosa de color gris verdusco) debido al parecer a los pequeños montículos gredosos habitados por gitanos. Así aparece rotulada tanto en el plano de Teixeira (1656) como en el de Espinosa (1769). Estuvo en el número 15 de esta calle la primitiva sede de la Real Academia de Medicina.
El hecho de que en el número 24 de esta calle tuviera su estudio el influyente pintor de la corte española Federico Madrazo, y de que en ella muriese en 1894, llevó al acuerdo municipal de cambiar su antiguo nombre por el de Federico Madrazo a partir de 1894. Sin embargo, al morir cuatro años después su hermano Pedro, también pintor, la calle pasó a denominar a toda la saga familiar, un conjunto de siete hombres de tres generaciones. En el edificio que ocupa los números 3 y 5 nació el torero Rafael Gómez "El Gallo" en 1882.
La familia Primo de Rivera - excepto el general Miguel Primo de Rivera y su hijo mayor Miguel, que fijaron su residencia en el Ministerio de la Guerra en el Palacio de Buenavista- habitaron en una casa alquilada a la duquesa de Nájera, en la calle de Los Madrazo 26.